# Alcithoe fissurata
Alcithoe fissurata är en snäckart som först beskrevs av Dell 1963.  Alcithoe fissurata ingår i släktet Alcithoe och familjen Volutidae. Inga underarter finns listade i Catalogue of Life.